# 소목 (행정 구역)
소목(蘇木, 몽골어: сум 솜, 중국어 간체자: 苏木, 병음: sūmù 쑤무[*])은 몽골, 중화인민공화국, 러시아에서 사용되고 있는 행정 구역 단위이다.

## 몽골
몽골에서 소목은 주(아이막, Aimag)와 마을(바그, Bag) 사이에 해당하는 행정 구역으로 군에 해당한다. 현재 몽골에는 347개의 소목이 있으며 인구는 각각 3,000명 정도로 추산된다.

## 중화인민공화국
내몽골 자치구에서 소목은 향급 행정 구역으로 분류된다. 내몽골 자치구의 소목은 기(旗)와 촌(村) 사이에 해당하는 행정 구역이다. 몽골족 이외의 소수 민족이 다수를 차지하는 소목은 "민족소목"(民族蘇木)이라고 부르는데 이는 내몽골 자치구와 동등한 행정 구역에 존재하는 민족향(民族鄕)과 동일한 행정 구역이다.

## 러시아
투바 공화국에서는 "수몬"(러시아어: Сумон), 부랴트 공화국에서는 "소몬"(러시아어: Сомон)이라고 부른다. 수몬과 소몬 모두 러시아어로 "셀소베트"(selsoviet)라고 부른다.

## 같이 보기
- 아이막